# Spoorlijn Ankum - Bersenbrück
De spoorlijn Ankum - Bersenbrück, is een spoorlijn tussen de plaatsen Ankum en Bersenbrück in de Duitse deelstaat Nedersaksen.  De lijn is als spoorlijn 9160 onder beheer van DB Netze.

## Geschiedenis
Het traject werd door de Ankum - Bersenbrücker Eisenbahn GmbH (ABE) geopend op 2 augustus 1915. Na de Eerste Wereldoorlog werd de lijn in 1919 ook in gebruik genomen voor personenvervoer, dit heeft plaatsgevonden tot 1962. Sindsdien is het traject alleen in gebruik voor goederen.

## Literatuur

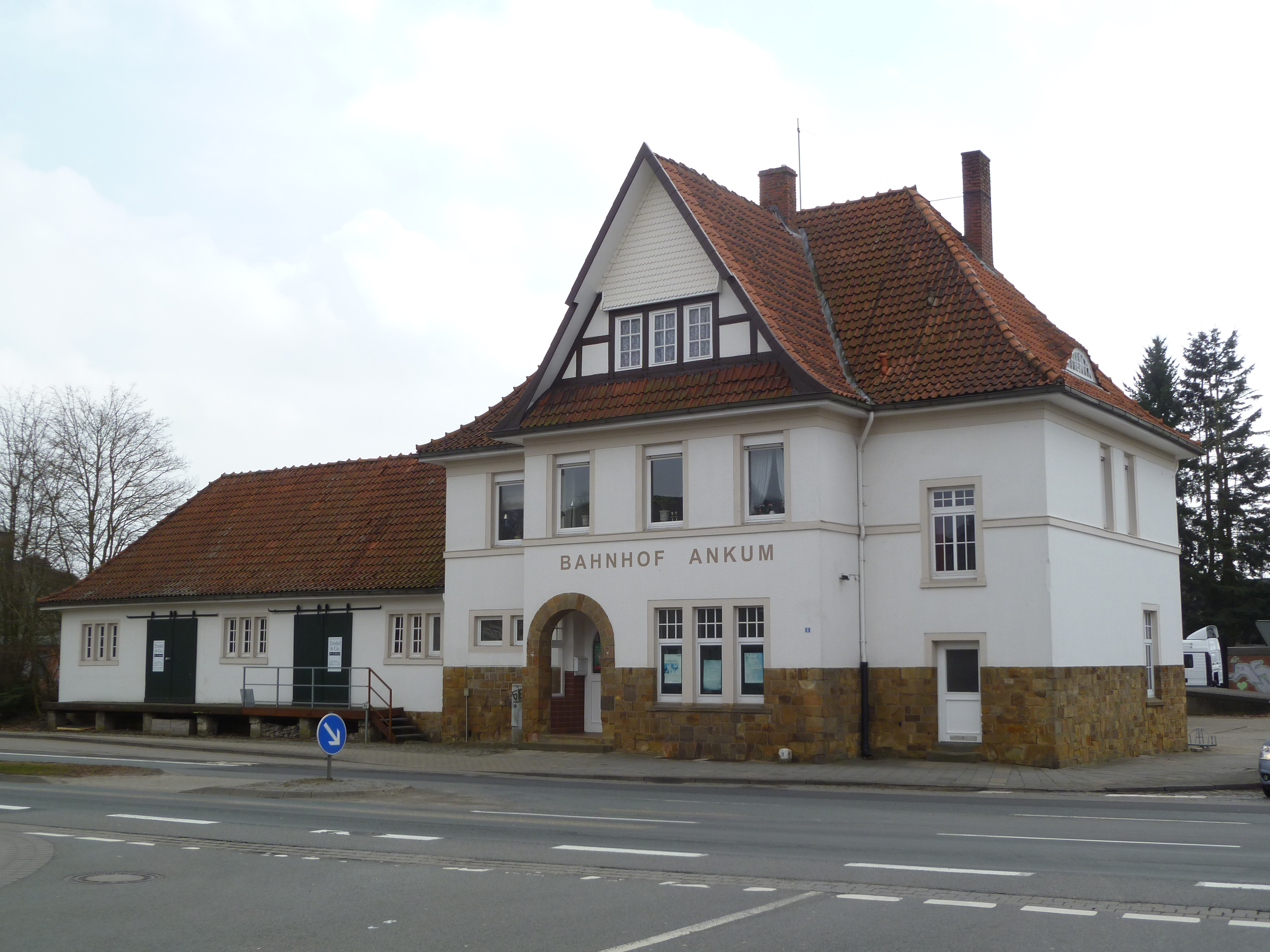
Station Ankum
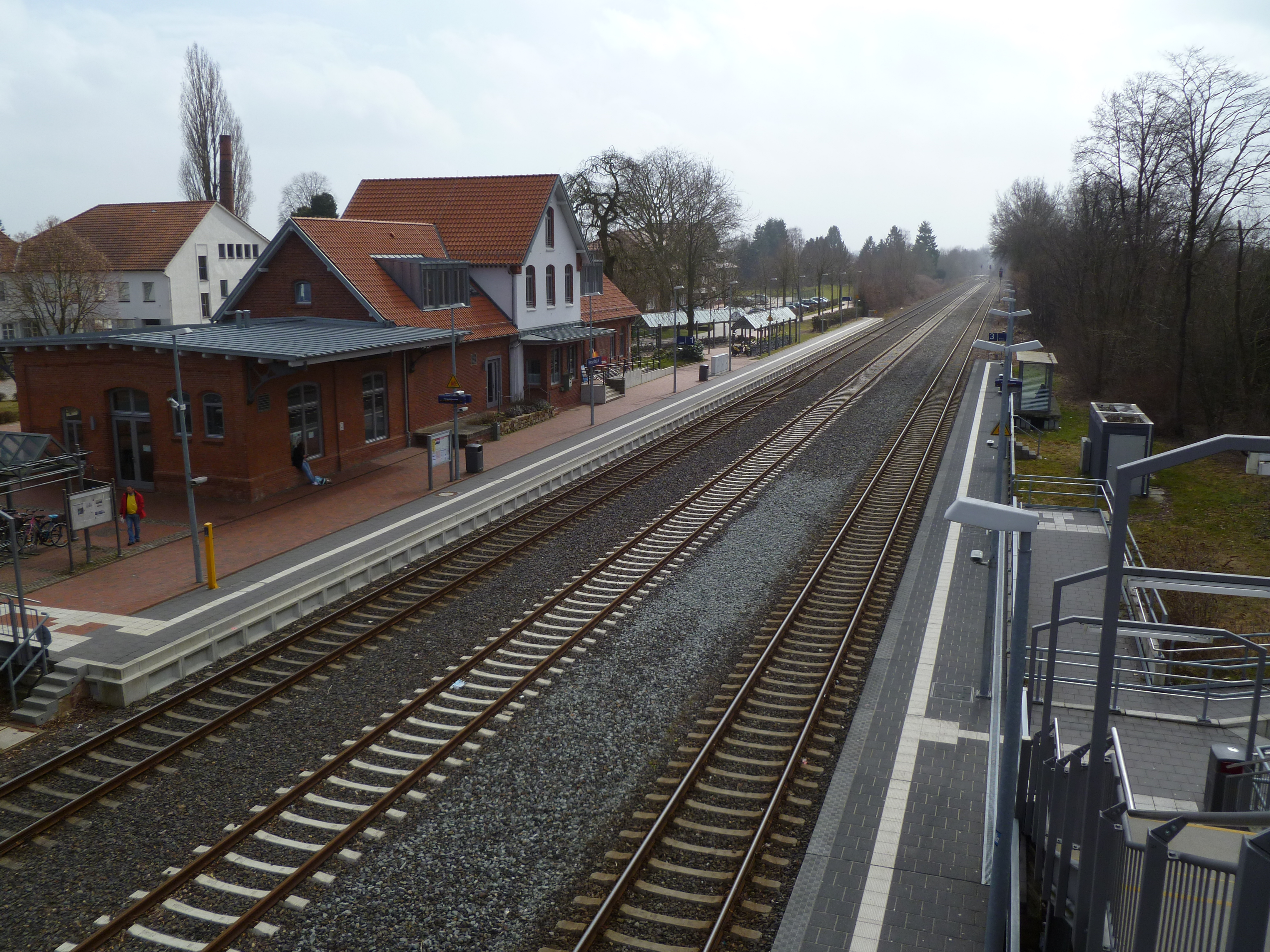
Station Bersenbrück